# Ribbon (groupe)

ribbon est un groupe féminin de J-pop, actif de 1989 à 1994, composé de trois idoles japonaises.
ribbon était affilié à la maison de disques Pony Canyon.

## Membres
- Hiromi Nagasaku (永作博美?, née le 14 octobre 1970)
- Arimi Matsuno (松野有里巳?, née le 13 février 1973)
- Aiko Satō (佐藤愛子?, née le 22 octobre 1973)

## Discographie

### Singles
- 1989.12.06 : Little Date
- 1990.04.11 : Soba ni Iru ne
- 1990.07.25 : Ano Ko ni Yoroshiku
- 1990.11.14 : Virgin Snow
- 1991.03.03 : Taiyo no Yukue
- 1991.06.26 : Silent Summer
- 1991.11.13 : Sore wa Iwanai Yakusoku
- 1992.02.21 : Deep Breath
- 1992.06.03 : Taiyo ni Hi wo Tsukete
- 1992.09.02 : "S"ensational Wind
- 1992.12.02 : Do You Remember Me?
- 1993.04.07 : Be My Diamond!
- 1993.10.06 : Yoake nante Iranai

### Albums
Originaux
- 1990.05.30 : Lucky Point
- 1991.01.23 : Wonderful de Ikou!! ~Girls Be Wonderful~
- 1991.07.17 : Jessica
- 1992.03.18 : R753
- 1992.07.17 : Knight
- 1992.11.20 : Hoshi no Ki no Shita de...
- 1993.11.03 : Merry-Hurry
- 1994.03.19 : Rock 'N' Roll ribbon

Compilations
- 1991.11.21 : Delicious ~Best of ribbon~
- 1993.06.18 : More Delicious ~ribbon Best II~
- 1996.21.11 : Single Collection Complete
- 2001.11.21 : My Kore! Kushon ribbon Best
- 2007.07.18 : ribbon Singles Complet
- 2010.04.21 : My Kore! Lite ribbon

## Liens
- (en) Fiche sur idollica